# Egle Becchi
Egle Becchi (née à Trieste le 21 mai 1930 et morte à Milan le 3 janvier 2022) est une pédagogue, historienne et universitaire italienne, professeure émérite de philosophie à l'Université de Pavie.

## Biographie
Après avoir obtenu son diplôme de philosophie à l'université de Milan, et après quelques années d'enseignement à l'université de Ferrare, Egle Becchi a été professeur de pédagogie générale et d'histoire de l'éducation à l'université de Pavie de 1976 à 2005.
Ses premiers intérêts se portent sur la psychopédagogie puis sur des thèmes expérimentaux. À partir du début des années 1970, ses travaux se concentrent sur l'histoire de l'enfance, menant des recherches sur la condition et l'image de l'enfance du passé à travers la collecte et l'analyse de journaux intimes d'enfance. Parmi ses œuvres majeures figure le livre Storia dell'infanzia, qu'elle a écrit en collaboration avec l'historien français Dominique Julia (Histoire de l'enfance en Occident, Seuil, deux tomes, 1998 et 2004).
Egle Becchi est décédé à Milan le 3 janvier 2022, à l'âge de 91 ans.

## Publications
- La pedagogia della 'Gestalt', La Nuova Italia, 1961
- Il bambino sociale. Privatizzazione e deprivatizzazione dell'infanzia , Feltrinelli, 1979
- (avec B. Vertecchi, guéri par), Manuale critico della sperimentazione e della ricerca educativa, FrancoAngeli, 1983
- Storia dell'educazione, La Nuova Italia, 1987
- Je bambini nella storia, Laterza, 1994
- Manuale della scuola del bambino dai tre ai sei anni, FrancoAngeli, 1995
- (avec D. Julia, ), Storia dell'infanzia, Laterza, 1996)
- Sperimentare nella scuola. Storia, problemi, prospective , La Nuova Italia, 1997
- (avec A. Bondioli,, Valutare e valutarsi nelle scuole dell'infanzia del Comune di Pistoia. Un modello di formazione degli insegnanti, Edizioni Junior, 1997
- (avec A. Semeraro, guéri par), Archivi d'infanzia . Per una storiografia della prima età, La Nuova Italia, 2001
- Una pedagogia del buon gusto. Esperienze e progetti dei servizi per l'infanzia del comune di Pistoia , FrancoAngeli, 2010
- Maschietti et bambine. Tre story con figure , ETS, 2011